# Ахтирка (Новосибірська область)
Ахтирка (рос. Ахтырка) — присілок у Венгеровському районі Новосибірської області Російської Федерації.
Входить до складу муніципального утворення Вознесенська сільрада. Населення становить 64 особи (2010).

## Історія
Згідно із законом від 2 червня 2004 року органом місцевого самоврядування є Вознесенська сільрада.

## Населення
| 2002 | 2007 | 2010 |
| ---- | ---- | ---- |
| 100  | ↘83  | ↘64  |